# Панайотис Николаидис
Панайотис Николаидис (на гръцки: Παναγιώτης Νικολαΐδης) е гръцки офицер, генерал-майор.

## Биография
Николаидис е роден в 1871 година в Елевсина, Гърция. Записва се във Военната академия. Участва в Гръцко-турска война от 1897 година. Николаидис взима участие в Балканските войни и Първата световна война, когато за известно време е командир на кавалерийски бригади. Панайотис Николаидис е първият гръцки офицер, който влиза в македонския град Костур по време на освобождението му от Османската империя през Балканската война в 1912 година. Оттегля се от служба в 1927 година и умира с чин генерал-майор.